# Bembrops gobioides
Bembrops gobioides és una espècie de peix de la família dels percòfids i de l'ordre dels perciformes.

## Descripció
Fa 30 cm de llargària màxima i, conservat en alcohol, presenta un color gris fosc, més clar al ventre. La membrana entre la primera i la segona espines de la primera aleta dorsal és de color gris fosc. 6 espines i 16-17 radis tous a l'aleta dorsal i 17-18 radis tous a l'anal. Musell relativament curt i amb escates a les àrees laterals i dorsal. La mandíbula superior s'estén darrere del marge anterior dels ulls. Maxil·lar amb tentacle curt i rabassut. La línia lateral descendeix relativament i abrupta més enllà de l'origen de les aletes pectorals i es troba separada de l'origen de la primera aleta dorsal per 4-6 fileres d'escates, de l'origen de l'aleta anal per 5-6 i de la inserció de l'aleta anal per 3. No hi ha evidència de perllongament de cap espina de la primera aleta dorsal. La longitud predorsal de la primera aleta dorsal és gairebé igual a la llargada del cap.

## Alimentació
El seu nivell tròfic és de 3,66.

## Depredadors
Als Estats Units és depredat pel lluç argentat d'altura (Merluccius albidus).

## Hàbitat i distribució geogràfica
És un peix marí, demersal (entre 100 i 724 m de fondària, normalment entre 315 i 724) i de clima subtropical (41°N-14°N), el qual viu a l'Atlàntic occidental: des de Nova York i el nord del golf de Mèxic fins a les Índies Occidentals, incloent-hi Cuba, Puerto Rico i les illes Verges Nord-americanes.

## Observacions
És inofensiu per als humans.